# Nishikawa Shogo
Shogo Nishikawa (西河 翔吾 Nishikawa Shōgo, sinh ngày 1 tháng 7 năm 1983 ở Naka-ku, Hiroshima) là một cầu thủ bóng đá người Nhật Bản hiện tại thi đấu cho Tochigi SC.

## Thống kê sự nghiệp
Cập nhật đến ngày 23 tháng 2 năm 2018.
| Thành tích câu lạc bộ | Thành tích câu lạc bộ | Thành tích câu lạc bộ | Giải vô địch | Giải vô địch | Cúp                   | Cúp                   | Cúp Liên đoàn | Cúp Liên đoàn | Tổng cộng | Tổng cộng |
| Mùa giải              | Câu lạc bộ            | Giải vô địch          | Số trận      | Bàn thắng    | Số trận               | Bàn thắng             | Số trận       | Bàn thắng     | Số trận   | Bàn thắng |
| Nhật Bản              | Nhật Bản              | Nhật Bản              | Giải vô địch | Giải vô địch | Cúp Hoàng đế Nhật Bản | Cúp Hoàng đế Nhật Bản | Cúp Liên đoàn | Cúp Liên đoàn | Tổng cộng | Tổng cộng |
| --------------------- | --------------------- | --------------------- | ------------ | ------------ | --------------------- | --------------------- | ------------- | ------------- | --------- | --------- |
| 2004                  | Sanfrecce Hiroshima   | J1 League             | 5            | 0            | 0                     | 0                     | 1             | 0             | 6         | 0         |
| 2005                  | Sanfrecce Hiroshima   | J1 League             | 13           | 0            | 2                     | 0                     | 0             | 0             | 15        | 0         |
| 2006                  | Sanfrecce Hiroshima   | J1 League             | 2            | 0            | -                     | -                     | 3             | 0             | 5         | 0         |
| 2006                  | Tokushima Vortis      | J2 League             | 8            | 0            | 1                     | 0                     | -             | -             | 9         | 0         |
| 2007                  | Tokushima Vortis      | J2 League             | 42           | 1            | 1                     | 0                     | -             | -             | 43        | 1         |
| 2008                  | Tokushima Vortis      | J2 League             | 35           | 2            | 1                     | 0                     | -             | -             | 36        | 2         |
| 2009                  | Sanfrecce Hiroshima   | J1 League             | 0            | 0            | -                     | -                     | 0             | 0             | 0         | 0         |
| 2009                  | Montedio Yamagata     | J1 League             | 14           | 1            | 2                     | 0                     | -             | -             | 16        | 1         |
| 2010                  | Montedio Yamagata     | J1 League             | 18           | 1            | 4                     | 1                     | 3             | 0             | 25        | 2         |
| 2011                  | Montedio Yamagata     | J1 League             | 11           | 0            | 0                     | 0                     | 1             | 0             | 12        | 0         |
| 2012                  | Montedio Yamagata     | J2 League             | 37           | 1            | 2                     | 1                     | -             | -             | 39        | 2         |
| 2013                  | Montedio Yamagata     | J2 League             | 22           | 4            | 3                     | 0                     | -             | -             | 25        | 4         |
| 2014                  | Montedio Yamagata     | J2 League             | 14           | 0            | 0                     | 0                     | -             | -             | 14        | 0         |
| 2015                  | Montedio Yamagata     | J1 League             | 27           | 2            | 2                     | 0                     | 5             | 0             | 34        | 2         |
| 2016                  | Yokohama FC           | J2 League             | 42           | 1            | 1                     | 0                     | -             | -             | 43        | 1         |
| 2017                  | Yokohama FC           | J2 League             | 35           | 2            | 1                     | 0                     | -             | -             | 36        | 2         |
| Tổng cộng sự nghiệp   | Tổng cộng sự nghiệp   | Tổng cộng sự nghiệp   | 315          | 15           | 20                    | 2                     | 13            | 0             | 348       | 17        |